# Ortholaba tenuis
Ortholaba tenuis är en stekelart som beskrevs av Henry Keith Townes, Jr. 1969. Ortholaba tenuis ingår i släktet Ortholaba och familjen brokparasitsteklar. Inga underarter finns listade i Catalogue of Life.